# Francis López

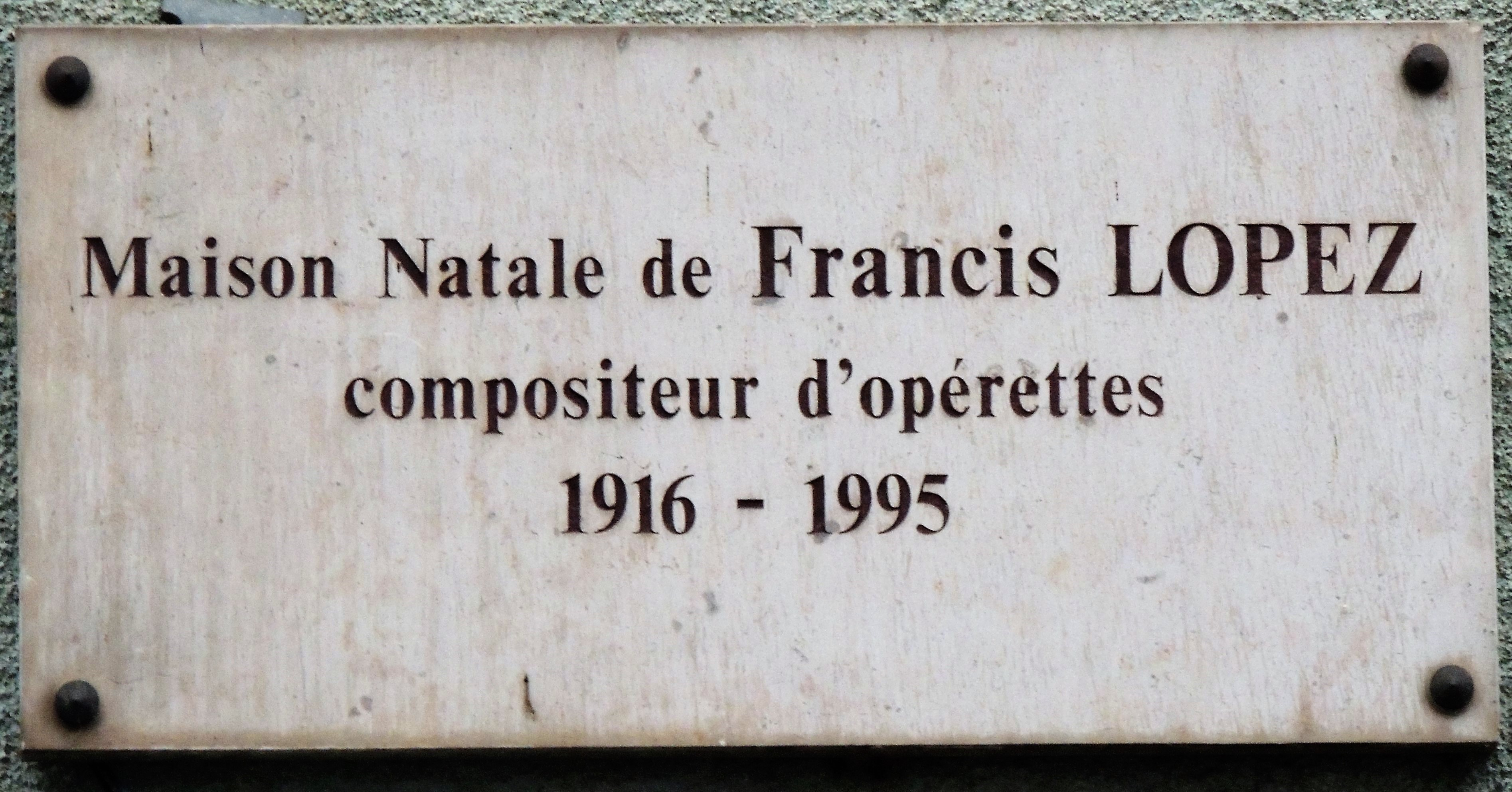
Placă comemorativă

Francis López pe numele real Francisco López, (n. 15 iunie 1916, Montbéliard, Franche-Comté⁠(d), Franța – d. 5 ianuarie 1995, Paris, Île-de-France, Franța)  a fost un compozitor francez.
Cele mai cunoscute lucrări muzicale sunt operetele Frumoasa din Cádiz (1945), Cântărețul mexican (1951) și Secretul lui Marco Polo (1957).

## Lucrări

### Operete
- 1945 Frumoasa din Cádiz (La Belle de Cadix), (Casino Montparnasse)
- 1947 Andalousie (Théâtre de la Gaîté-Lyrique)
- 1948 Quatre jours à Paris (Bobino)
- 1949 Monsieur Bourgogne (Bobino)
- 1950 Pour Don Carlos (Théâtre du Châtelet)
- 1951 Cântărețul mexican (Le Chanteur de Mexico), (Théâtre du Châtelet)
- 1952 La Route fleurie (Théâtre de l'ABC)
- 1953 Le Soleil de Paris
- 1954 A la Jamaïque (Théâtre de la Porte Saint-Martin)
- 1954 La Toison d'Or (Théâtre du Châtelet)
- 1955 Méditerranée (Théâtre du Châtelet)
- 1956 El Aguila de Fuego (L'Aigle de Feu) (Théâtre Maravilla, Madrid)
- 1957 Tête de Linotte (ABC)
- 1957 La concion del amor mio (Madrid)
- 1958 S.E. La Embajadora (Théâtre de l'Alcazar, Madrid)
- 1958 Cinq Millions Comptant
- 1959 Secretul lui Marco Polo (Le Secret de Marco Polo), (Théâtre du Châtelet cu Luis Mariano)
- 1960 Dix Millions Cash
- 1961 Visa pour l'amour (Théâtre de la Gaîté-Lyrique cu Luis Mariano)
- 1963 Le Temps des Guitares  (ABC)
- 1963 Cristobal de Magnifique (Théâtre de l'Européen)
- 1967 Le Prince de Madrid (Théâtre du Châtelet cu Luis Mariano)
- 1969 La Caravelle d'Or (Théâtre du Châtelet)
- 1970 Viva Napoli (Mogador)
- 1971 Restons Française (Théâtre des Capucines)
- 1971 Gipsy (Théâtre du Châtelet)
- 1973 Les Trois mouquetaires (Théâtre du Châtelet)
- 1975 Fiesta (Théâtre Mogador)
- 1976 Volga (Théâtre du Châtelet)
- 1979 La Perle des Antilles (Théâtre de la Renaissance)
- 1980 Viva Mexico (Théâtre de la Renaissance)
- 1981 Aventure à Monte-Carlo (Théâtre de la Renaissance)
- 1981 Soleil d'Espagne (Théâtre de la Renaissance)
- 1981 La Fête en Camargue (Grand Théâtre de Saint-Etienne)
- 1981: Vacances au Soleil
- 1982 Le Vagabond tzigane (Théâtre de la Renaissance)
- 1983 L'Amour à Tahiti (Théâtre de l'Elysée-Montmartre)
- 1984 Les Mille et une nuits (Théâtre de l'Elysée-Montmartre)
- 1985 Carnaval aux Caraïbes (Théâtre de l'Elysée-Montmartre)
- 1986 Le Roi du Pacifique (Théâtre de l'Elysée-Montmartre)
- 1987 Fandango (Théâtre de l'Elysée-Montmartre)
- 1988 Aventure à Tahiti (Théâtre de l'Eldorado)
- 1988 Rêve de Vienne (Théâtre de l'Eldorado)
- 1989 La Marseillaise (Théâtre de l'Eldorado)
- 1989 La Belle Otero (Théâtre de l'Eldorado)
- 1990 Porto Rico (Théâtre de l'Eldorado)
- 1991 Sissi (Théâtre de l'Eldorado)
- 1993 Les Belles et le Gitan (Théâtre de l'Eldorado)

### Filmografie selectivă
- 1943 Mon amour est près de toi, regia Richard Pottier
- 1945 Le Cavalier noir, regia Gilles Grangier
- 1947 Quai des Orfèvres, regia Henri-Georges Clouzot
- 1948 Fandango, regia Emile-Edwin Reinert (Emil E. Reinert)
- 1950 Je suis de la revue, regia Mario Soldati
- 1951 El sueño de Andalucia, regia Luis Lucia Mingarro
- 1951 Andalousie, regia Robert Vernay
- 1952 Violettes impériales', regia Richard Pottier
- 1953 Frumoasa din Cádiz (La Belle de Cadix), regia Raymond Bernard
- 1952 Cântărețul mexican (Le Chanteur de Mexico), regia Richard Pottier
- 1957 L'Irrésistible Catherine, regia André Pergament
- 1958 Sérénade au Texas, regia Richard Pottier
- 1961 Ma femme est une panthère, regia Raymond Bailly
- 1964 Paris champagne, regia Pierre Armand
- 1969 La Honte de la famille, regia Richard Balducci